# Кокшетауский автовокзал
Кокшета́уский автовокзал (каз. Көкшетау автобекеті) — автовокзал в городе Кокшетау, административном центре Акмолинской области в Казахстане, предназначенный для обслуживания пассажиров на междугородных и пригородных рейсах. Автовокзал расположен по адресу ул. Владимира Вернадского (который два года жил и работал в Бурабае), дом 8, в непосредственной близости от главного железнодорожного вокзала. Автовокзал имеет 8 крытых посадочных платформ и осуществляет маршруты регионального и международного значения. Также из города с этой автостанции выезжают рейсы в аэропорт Кокшетау.

## История
Автовокзал был построен в 1981 году. Примерно в 300 метрах от него располагается железнодоржный вокзал Кокшетау — пройти к нему можно через вокзальную площадь. Кокшетауский автовокзал — это двухэтажное белое бетонное сооружение, типичное для советской архитектуры того времени. На сегодняшний день общая численность персонала составляет порядка 50 человек. Автовокзал находится на большой привокзальной площади, на которой расположена стоянка для автобусов и личного транспорта. Автобусы отправляются с 8 крытых посадочных платформ которые располагаются позади вокзала вместе со стоянкой для автобусов.

## Характеристика
Внутри автовокзал Кокшетау достаточно вместительный — в залах ожидания на первом и втором этажах есть деревянные скамейки, на входе функционирует пункт охраны и рамки для проверки багажа. Имеется медицинский кабинет, билетные кассы, справочное бюро, камеры хранения, платные туалеты, киоски с различными товарами. В здании расположен зональный пункт полиции.

## Маршрутная сеть
Через автовокзал Кокшетау проходит около 20 транзитных рейсов, а также с его посадочных платформ ежедневно выезжает более 40 автобусов по прямым маршрутам. В среднем интервал между отправлениями составляет 12-15 мин. Чаще всего можно уехать в такие населенные пункты, как: Щучинск,  Караганды, Павлодар, Астана, Петропавловск, Рудный, Темиртау. По определенным дням можно также уехать в Екатеринбург, Омск, Тобольск, Тюмень, Курган и Бишкек.

## Общественный транспорт
До Кокшетауского автовокзала можно доехать любым видом транспорта:
- Автобус: № 1, 4, 10, 12, 16, 17, 18, 19, 22.
- Маршрутное такси: № 113.

Кокшетауский аэропорт связывает с автовокзалом автобусный маршрут № 18.
Воспользоваться общественным транспортом до аэропорта получится только в дневное время. Если предстоит ночная поездка, то придется искать альтернативные способы. Поездка на машине до воздушной гавани Кокшетау от автовокзала в среднем занимает около 25 минут по автомагистрали A13.